# Ángel León
Pour les articles homonymes, voir Ángel León (homonymie) et León.
Ángel León, né le 18 juillet 1977 à Jerez de la Frontera (Espagne), est un chef cuisinier espagnol, chef-propriétaire du restaurant Aponiente, situé à El Puerto de Santa María, trois étoiles au guide Michelin depuis 2018. Chef innovant et travaillant les produits de la mer, il est surnommé « le chef de la mer ».

## Biographie
Ángel León naît le 18 juillet 1977 à Jerez de la Frontera (Andalousie), fils d'un hématologue, qui lui apprend à pêcher dans la baie de Cadix. Il commence ses études de cuisine à l'école hôtelière de Séville, et se forme dans un restaurant sévillan réputé, la Taberna del Alabardero. Trois ans plus tard, il part à Bordeaux, en France, où il travaille au restaurant Le Chapon Fin. Il retourne ensuite en Espagne pour travailler avec le chef Fernando Córdoba au restaurant El Faro. Il reprend ensuite le restaurant La Casa del Temple, à Tolède.
En 2007, il revient dans la province de Cadix et ouvre Aponiente dans une petite rue, Calle Puerto Escondido, à El Puerto de Santa María. Là, il se spécialise dans la cuisine des produits de la mer, développant des produits variés à partir de poisson, de plancton et d'algues marines. Il utilise les déchets de poisson pour réaliser une vingtaine de saucisses « marines », comme une mortadelle à base de bar, des chorizos, pâtés en croûte,. Ángel León est surnommé « El Chef del Mar » (le chef de la mer),.
En 2007, il conçoit le Clarimax avec l’université de Cadix, une machine qui utilise des algues marines pour éliminer les graisses des bouillons froids et des bouillons tout en maintenant la pureté de la saveur. Deux ans plus tard, il devient le premier chef au monde à développer du plancton comestible,,. Il est par ailleurs engagé pour développer une aquaculture durable.
En 2010, Aponiente reçoit sa première étoile Michelin dans l'édition Espagne et Portugal du guide.
En 2011, le Wall Street Journal classe Aponiente parmi les 10 meilleurs restaurants en Europe et le New York Times le compte parmi les «10 restaurants au monde qui valent la peine de prendre l'avion»,.
En 2013, Ángel León participe en tant que jury à la première édition du concours télévisé Top Chef, en Espagne.
En novembre 2014, Aponiente reçoit sa seconde étoile Michelin dans l'édition 2015 du guide.
En 2015, Ángel León déménage son restaurant dans un espace plus vaste, l'ancien moulin à marée de Puerto de Santa Maria, édifice du XIXe siècle qui dispose d'une surface de 1800 mètres carrés. L'année suivante, il ouvre un nouvel établissement, La Taberna del Chef del Mar, à l'ancienne adresse de son restaurant étoilé.
Fin 2017, Ángel León reçoit, dans le guide Michelin 2018, sa troisième étoile pour son restaurant Aponiente et une étoile pour l'Alevante, un établissement de l'hôtel Meliá Sancti Petri à Chiclana de la Frontera, où il est chef-conseil depuis deux ans.
Il est récompensé en 2018 de la médaille d'or du mérite des beaux-arts, décernée par le Ministère de l'Éducation, de la Culture et des Sports espagnol.
En 2019, le World's 50 Best restaurants le compte parmi les 100 meilleurs restaurants au monde.
En 2021, il est juré d'une épreuve de la saison 12 de Top Chef, en France et apparaît de nouveau dans la saison 13 en 2022.